# Atelopus balios
Espèce
Statut de conservation UICN

 CR A2ace : 
En danger critique
Atelopus balios est une espèce d'amphibiens de la famille des Bufonidae.
Atelopus balios se rencontre dans les forêts tropicales humides des provinces centrales de l’Équateur en Amérique du Sud, à une altitude comprise entre 200 et 460 m d'altitude.
Le nombre d'Atelopus balios est actuellement inconnu, plus aucun individu n'ayant été observé depuis 1995. Son aire de répartition ne cesse de diminuer, notamment à cause de l'impact des activités de l'Homme sur son habitat naturel. L'Union internationale pour la conservation de la nature la considère ainsi comme une « espèce en danger critique d'extinction » (CR) et l'a incluse dans la liste des 100 espèces les plus menacées au monde établie en 2012.

## Description
Atelopus balios a été décrite en 1973 par le zoologiste américain James Arthur Peters. L'espèce est décrite à partir d'une femelle, trouvée dans le río Pescado dans la province de Guayas en Équateur. Le dimorphisme sexuel est important au sein du genre Atelopus. Si la présence de tubercules ou d'épines sur la peau n'est pas une caractéristique de dimorphisme sexuel chez Atelopus, la différence de tailles en est une, selon Rivero et les mâles sont sensiblement plus petits que les femelles. 
La tête peu charnue possède un museau arrondi ou en pointe, les yeux légèrement bombés. Le dos est presque lisse, finement ridé, les côtés de l'abdomen sont fortement striés. Les rides du menton et du ventre sont si profondes qu'elles semblent former des pustules entre elles. Les pieds sont charnus tandis que les membres postérieurs sont fins, ainsi que les membres supérieurs, la partie correspondant à l'avant-bras est plus charnue que la partie humérale.
Le dos est de couleur brun clair et comporte de nombreuses taches arrondies et séparées. L'arrière des pattes, les côtés du corps et de la tête sont parcourus par une ligne irrégulière d'un brun plus foncé qui part du bout du museau, puis passe entre les yeux. Les lèvres supérieures sont claires, le reste du corps sous les lignes latérales est généralement uni, d'un blanc jaunâtre clair. Quelques individus comportent des taches sur le ventre lui aussi d'un blanc jaunâtre, les pieds sont jaune pâle.

## Distribution et habitat

### Répartition

Carte de répartition dAtelopius balios.

Cette espèce est endémique des plaines forestières Pacifique dans le sud-est de l'Équateur. Elle se rencontrerait dans les provinces d'Azuay, de Cañar et de Guayas, entre 200 et 460 m d'altitude. L'espèce est désormais considérée comme rare et aucun individu n'a été observé depuis 1995 malgré des recherches répétées. Elle semble avoir disparu du río Patul dans la province d'Azuay, où elle était abondante.
Selon la description de Peters, « la localité type [de l'espèce] est dans la province de Guayas, et les notes de Tate indiquent qu'elle se situe proche de la frontière entre les deux provinces de Guayas et Azuay. Tate n'indique pas dans [la]quelle [des deux] province[s] il se situe quand il a collecté la série type mais c'est le long du sentier muletier de Naranjal jusqu'aux sommets. Il estime l'altitude de la rivière à 1400 pieds au-dessus de Naranjal, soit approximativement 500 mètres. Il note qu'il faut trois heures le long du sentier à partir de Naranjal jusqu'à la rivière, aux pieds des vraies collines. Il a trouvé la zone humide que la rivière traverse avant que cette dernière ne pénètre une autre plus sèche. (...) Je suis d'avis que les spécimens ont été découverts dans la province de Guayas. ».

### Habitat
Son habitat type est la forêt humide des basses plaines et les rives de cours d'eau.

## Reproduction
Aucune étude spécifique n'a été menée concernant la reproduction de l'espèce. On pense toutefois que sa méthode de reproduction est similaire à celle des autres espèces du genre, la reproduction se déroulant dans le courant des rivières.

## Taxinomie
La description de l'espèce est publiée dans le numéro 145 de Smithonian contributions to zoology en 1973 par le zoologiste américain James Arthur Peters. 
Le genre Atelopus comprend 96 espèces réparties du Costa Rica à la Bolivie jusqu'en Guyane. Décrit par Duméril et Bibron en 1841, le genre est représenté en Équateur par 15 espèces dont 6 sont nouvellement décrites par Peters en 1973. Le zoologiste et herpétologiste portoricain Juan Arturo Rivero l'a précédé dans la description des autres espèces déjà découvertes dans le pays et Peters s'appuie sur ses travaux pour la description de six nouvelles espèces dont Atelopus balios.
Si Peters identifie deux groupes distincts d'espèces du genre Atelopus en Équateur suivi en cela par Mc Diarmid, il se refuse à interpréter cette distinction sur le plan taxonomique et phylogénétique. Il distingue deux groupes, les longirostris dont les taxons possèdent un corps fin, des membres longs, des couleurs éclatantes et claires ; et les ignescens dont les taxons possèdent un corps plus ramassé et court, des membres plus courts et des couleurs plus sombres. Il reconnaît que la couleur n'est pas une base tangible pour la constitution de groupes séparés quoique pratique, mais place les différentes espèces dont l'un ou l'autre des deux groupes, notamment Atelopus balios dans le groupe des longirostris avec A. elegans, A. longirostris, A. palmatus A. planispinus et A. pulcher.

## Étymologie
Son nom d'espèce, du grec ancien βαλιός, balios, « tacheté », lui a été donné en référence à sa livrée.

## Atelopus balioset l'Homme

### Menaces
Atelopus balios est considérée comme en danger critique d'extinction par l'Union internationale pour la conservation de la nature (UICN) et a été inscrite dans la liste des 100 espèces les plus menacées au monde dans le rapport Worthless or Priceless, Sans prix ou sans valeur en français, présenté le 11 septembre 2012 par la Commission de sauvegarde des espèces (CSE) de l'UICN et la Zoological Society of London (ZSL) au cours du congrès mondial de la nature de l’UICN en Corée. 
L'espèce est menacée d'extinction en raison de la baisse drastique de ses populations, estimée à 80 % en trois générations. Cette baisse est déduite par la disparition observée des individus, en raison d'une possible atteinte par la chytridiomycose, due au chytridiomycète Batrachochytrium dendrobatidis, qui contribue au déclin des populations d'amphibiens à travers le monde, et notamment le genre Atelopus.  Toutefois le chytridiomycète évolue à une altitude plus élevée sous les tropiques, incompatible avec l'altitude à laquelle Atelopus balios a été observée. Sa disparition pourrait être due à la dégradation de son habitat, l'agriculture, la sylviculture et la pollution.

## Publication originale
- Peters, 1973 : The Frog Genus Atelopus in Ecuador. Smithsonian Contributions to Zoology, no 145, p. 1-49 (texte intégral).

## Sources bibliographiques
- (en) Peters, « The Frog Genus Atelopus in Ecuador (Anura: Bufonidae) », Smithsonian Contributions to Zoology, Washington, Smithsonian Institution Press, no 145,‎ 1973, p. 1-49, op. cit.

1. ↑  p. 8
2. 1 2 3 4 5  p. 13
3. ↑  Abstract, « Résumé »
4. 1 2  p. 2